# جوني وايت
جوني وايت (بالإنجليزية: Johnny White) هو مهندس أمريكي، ولد في 18 يناير 1932، وتوفي في 24 ديسمبر 1977.